# High-Definition Video Processor
High-Definition Digital Processing (HDVP) de Nvidia es un acelerador de HDTV en la Geforce 2 GTS. Tiene un downscalar que soporta 1080i y 720p a resolución SDTV. En combinación con un chip sintonizador, crea un sistema de visualización HDTV acelerado que admite la grabación en diferido. La Geforce 2 GTS también incluye compensación de movimiento de segunda generación, mejorada desde la compensación de movimiento de la Geforce 256. No parece incluir aceleración IDCT. El HDVP también incluye aceleración de desentrelazado que incluye bob, weave, filtro temporal y desentrelazado avanzado. Finalmente, HDVP admite la composición de subimágenes y mejoras de color, incluidos el brillo, el matiz, el contraste y la saturación. El HDVP de nVidia resistiría a través de la serie GeForce 4 en la GeForce 4 Ti NV25.